# Provo

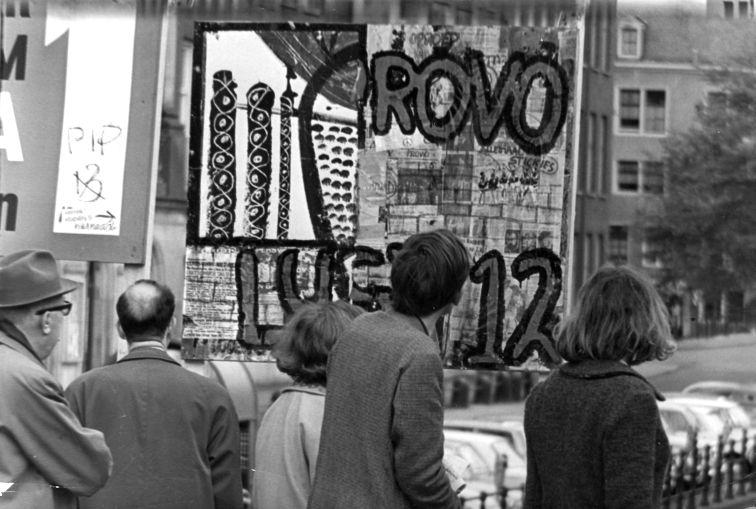
Het eerste verkiezingsbord van de Provopartij te Amsterdam, 8 mei 1966

Provo was een anarchistische protestbeweging die op 25 mei 1965 werd opgericht in Nederland en na twee jaar werd opgeheven. Oprichters waren Roel van Duijn (filosoof), Rob Stolk (drukker) en Garmt Kroeze (onderwijzer/arbeider); andere betrokkenen waren onder meer Luud Schimmelpennink (uitvinder), Joop Wilhelmus en Hans Metz. In de zomer van 1965 sloten de provo's zich aan bij de happenings van Robert Jasper Grootveld (kunstenaar) op het Spui in Amsterdam.

## Naam
Wouter Buikhuisen introduceerde het begrip ‘provo’ in zijn proefschrift Achtergronden van nozemgedrag waarop hij in 1965 promoveerde. Het woord is afgeleid van provoceren. Buikhuisen verbaasde zich over het ontstaan van een grote stroming antiautoritaire jongeren. Roel van Duijn gebruikte het daarna als geuzennaam. Het gedrag van de provocerende nozem moest worden gepolitiseerd.

## Doel
De beweging was een ludieke heropleving van het anarchisme, die grotendeels geweldloos was en vooral zichtbaar werd door het provoceren van de gevestigde orde. De beginselverklaring luidde onder andere: "Provo ziet zich voor de keus gesteld: desperaat verzet of lijdzame ondergang. Provo roept op tot verzet waar het kan. Provo ziet in dat het de uiteindelijke verliezer zal zijn, maar de kans deze maatschappij nog eenmaal hartgrondig te provoceren, wil het zich niet laten ontgaan."

## Activiteiten
Met vaak simpele provocaties werden de autoriteiten door Provo uitgelokt tot gedrag dat veel weerstand opriep of waarmee zij hun eigen regels overtraden. Een bekend voorbeeld van een provo-actie is het uitdelen van gratis krenten op straat door studente Koosje Koster, waarop zij door de politie werd gearresteerd, gefouilleerd en opgesloten, wat tot veel protest leidde. 

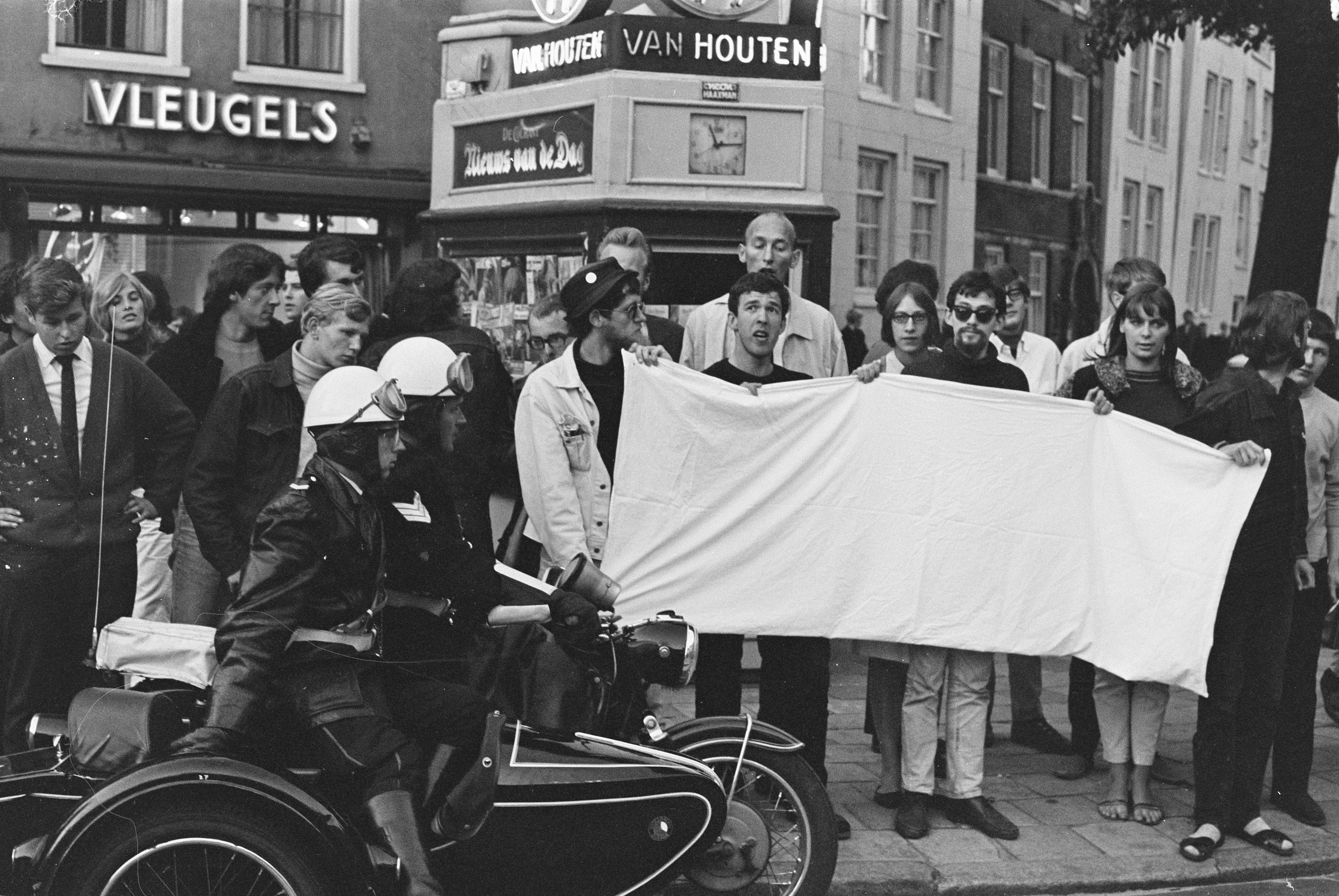
Protest met een wit laken

Een ander voorbeeld is het demonstreren met een wit laken nadat burgemeester Gijs van Hall de leuzen "Tegen het gewelddadig politieoptreden", en vervolgens ook "Vrijheid van Meningsuiting" en "Recht op Demonstratie" verboden had. Ook deze demonstranten werden gearresteerd, wat aantoonde dat het recht op demonstratie door de autoriteiten niet werd gerespecteerd.
Provo richtte zich voor aanhang vooral op jongeren. Het 'provotariaat', een mengeling van straatjeugd (nozems) en meer artistieke jongeren werd beschouwd als een revolutionaire kracht in een situatie waarin het traditionele proletariaat (arbeiders), verdoofd door de geneugten van de consumptiemaatschappij en het materialisme van de welvaartsstaat alle opstandige potentie verloren had. Zij werden smalend klootjesvolk genoemd. Inhoudelijk stelde Provo een veelheid van, toen nieuwe, maatschappelijke vraagstukken aan de orde en bedacht daarvoor ongebruikelijke oplossingen. De provo's waren bezig met vrije liefde, ecologie en milieu, de stad als oord van emancipatie, vernieuwing van de kunst, afbraak van autoriteit, democratisering.
Het directe en duurzaam gebleken succes van Provo was de afbraak van 'autoriteit' in Nederland, maar eigenlijk ging het Provo meer om het vormgeven van (deels utopische) oplossingen voor de door hen geconstateerde misstanden. 

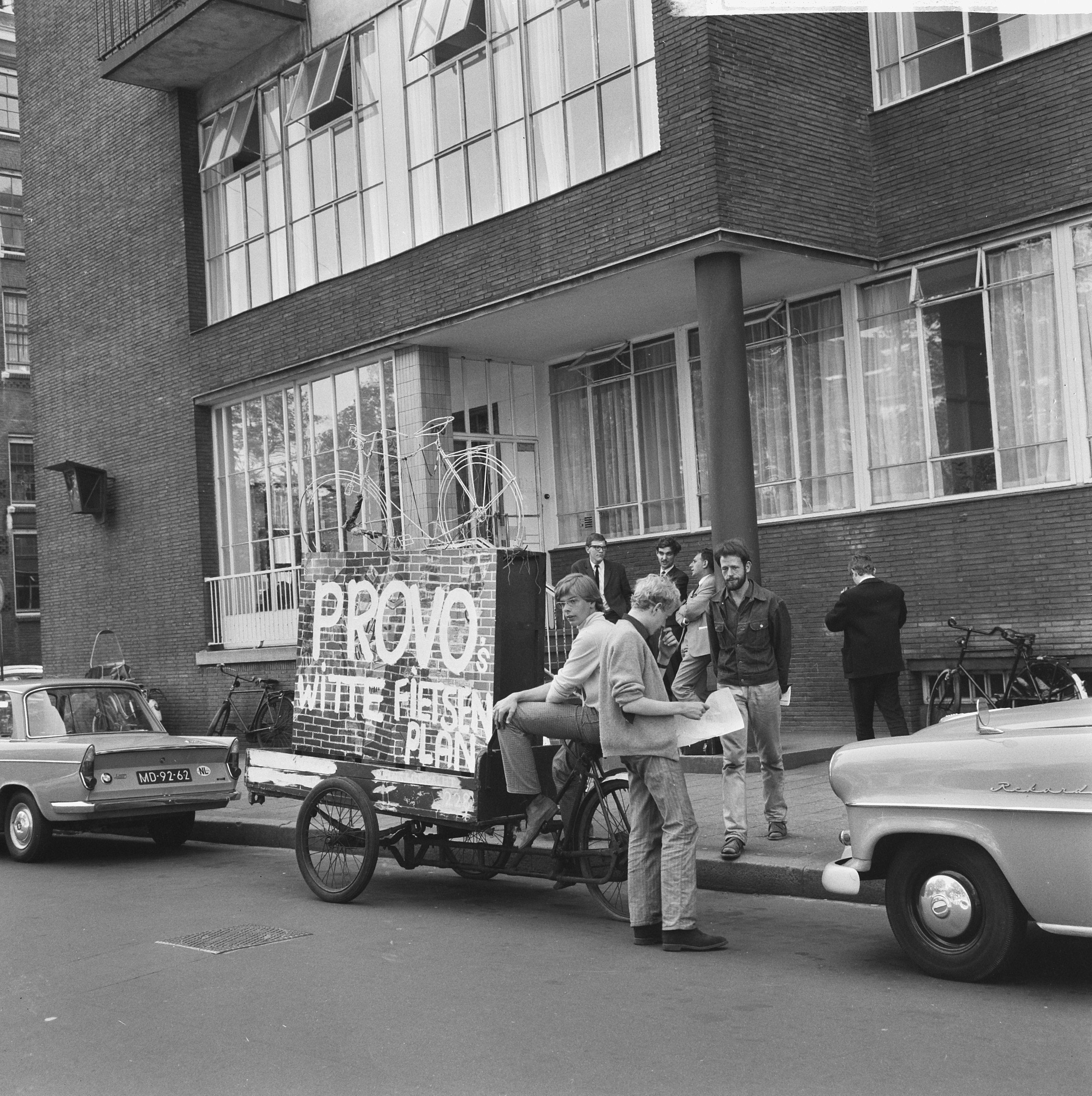
Wittefietsenplan

Dit ging in de vorm van een reeks 'witte plannen', zoals het witte fietsenplan (gratis door iedereen te gebruiken), het witkarproject, het witte kippenplan (politieagenten als sociaal werkers), het witte schoorstenenplan (fabrieksschoorstenen zonder giftige uitstoot) en het witte wijvenplan (gratis voorbehoedsmiddelen voor jonge meisjes, ter voorkoming van ongewenste zwangerschap).
Hun sterkste actiemiddel was 'autoriteiten in verwarring brengen'. Veel aandacht trokken bijvoorbeeld hun acties, in 1966, rond het huwelijk van prinses Beatrix met Claus von Amsberg. Provo excelleerde in het verspreiden van geruchten: er zouden hallucinogene stoffen in het drinkwater gedaan worden, de paarden van de vorstelijke rijtuigen zouden suikerklontjes met LSD krijgen, enzovoorts. 

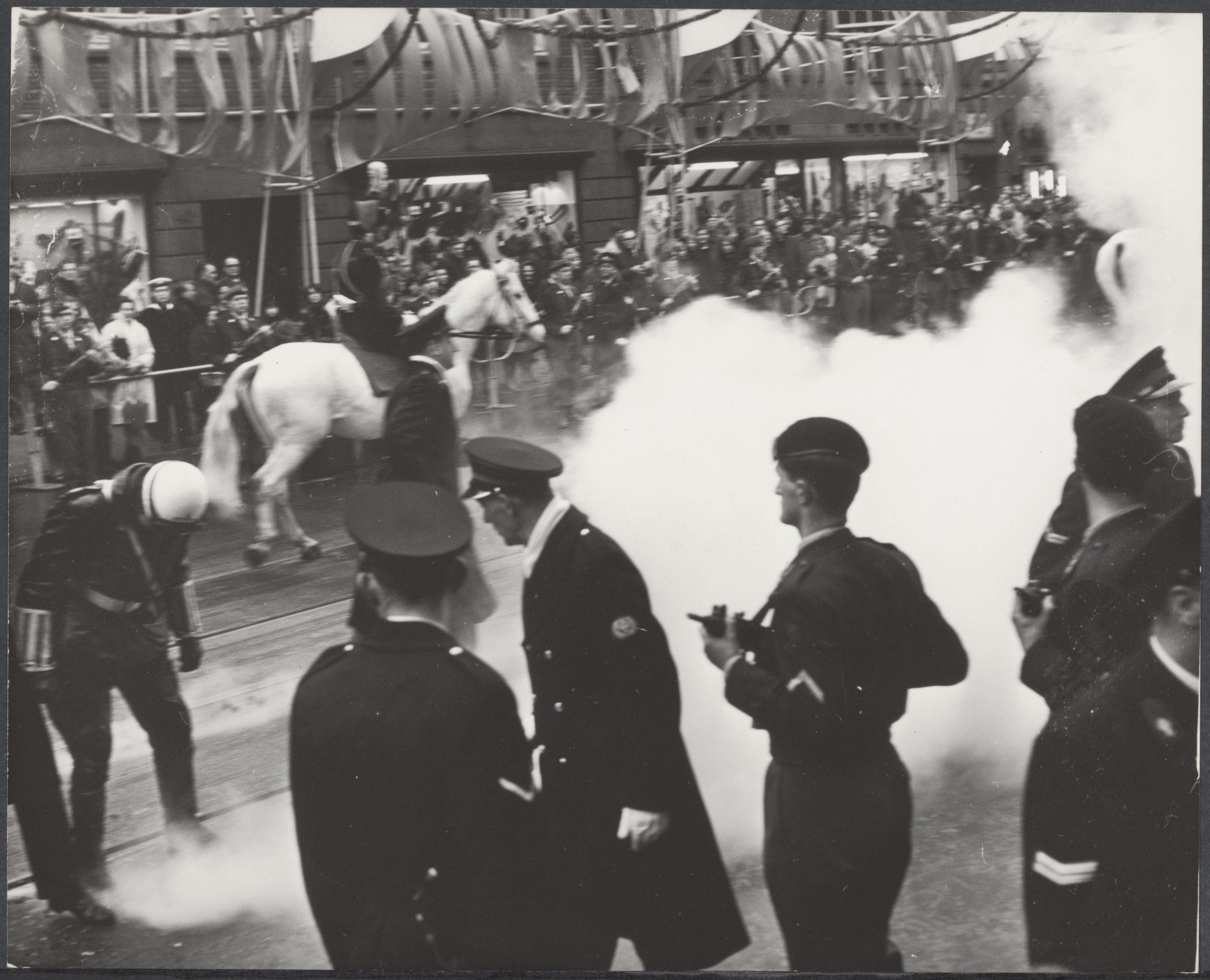
Rookbom

De rookbommen bij dit huwelijk ('10 maart 1966, dag van de anarchie') gaf Provo grote internationale bekendheid. De politie trad, naar Nederlandse maatstaven, hard op en Provo maakte daar dankbaar gebruik van om de autoriteiten 'te kijk' te zetten.

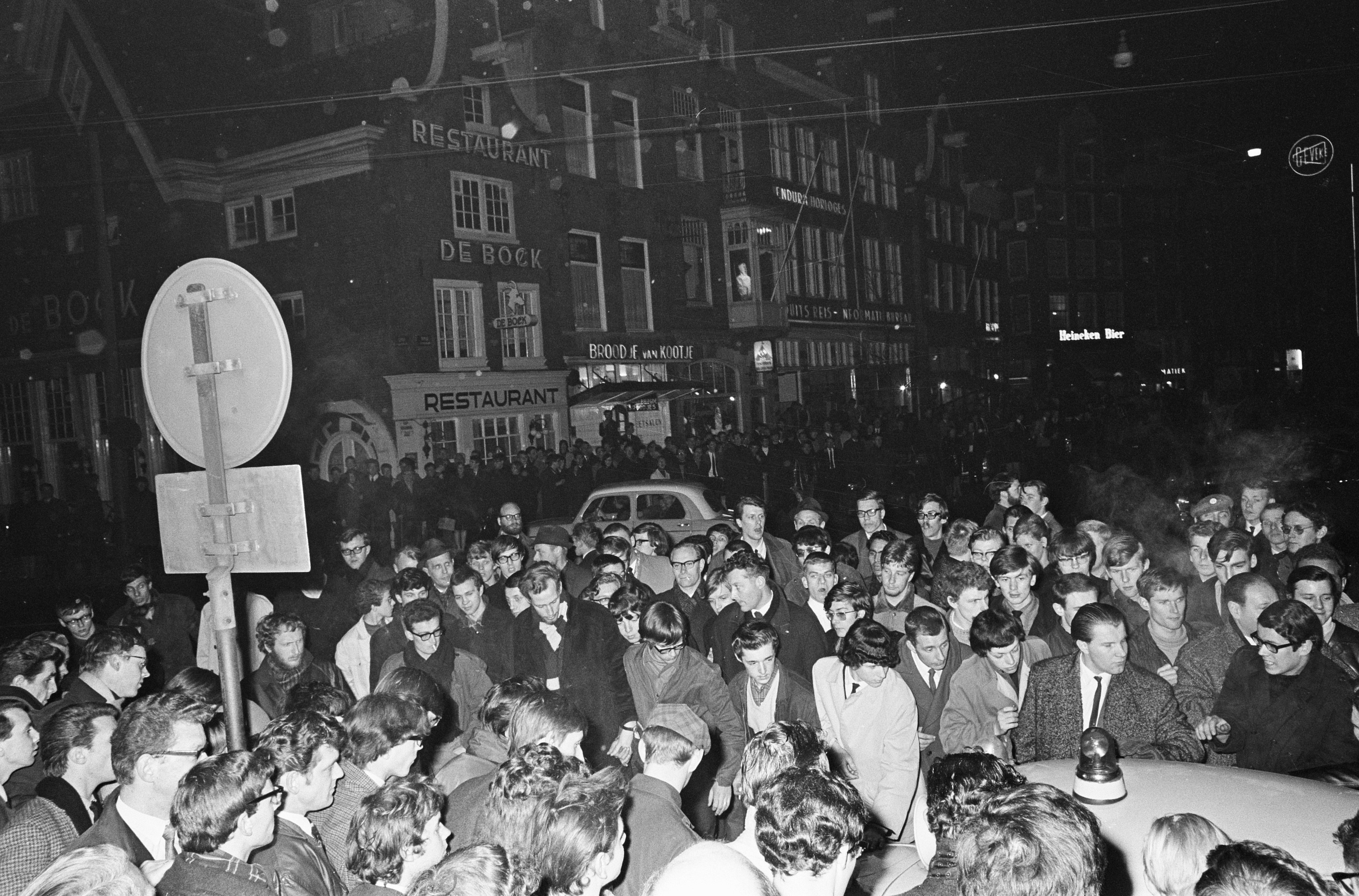
Provo's bij het Lieverdje

Een wekelijks fenomeen waren de 'happenings' rond Het Lieverdje, een beeldje op het Spui in Amsterdam. Volgens "anti-rookmagiër" Robert Jasper Grootveld was dit beeldje, dat aan de stad was geschonken door tabaksproducent Hunter, het symbool van de vercommercialiserende maatschappij en de "verslaafde consument van morgen". Een van de hoogtepunten was, onder veel gejoel, de verwijdering door de politie van een witte fiets die door Provo tegen het beeldje was gezet en voor algemeen gebruik bestemd was. De politie nam de fiets in beslag wegens "het ontbreken van een slot" (de kleur wit was door Provo uitgeroepen tot symbool van anticommercieel en dus gratis).
Ook acties tegen de oorlog in Vietnam en tegen de Spaanse en Portugese dictaturen werden door Provo ondersteund.

## Publicaties
Provo gaf in de volgende jaren maandelijks een blad uit (PROVO), waarvan 15 nummers verschenen en de oplage steeg tot 20.000 exemplaren. Daarnaast werden talloze pamfletten en andere bladen uitgegeven, onder andere het cartoonblad God, Nederland en Oranje en het 'zondagsblad' Image. Veel provopublicaties werden in beslag genomen. Dit was bijvoorbeeld het geval met PROVO nr. 1 (wegens een humoristisch bedoeld recept voor het maken van explosieven) en van Provo's cartoontijdschrift God, Nederland & Oranje de nrs. 1 (vanwege majesteitsschennis: koningin Juliana door Willem getekend als raamprostituee die 5,2 miljoen gulden vroeg (de tekenaar werd overigens vrijgesproken van majesteitsschennis), het bedrag dat het Koningshuis per jaar kostte) en 5 (eveneens vanwege majesteitsschennis). PROVO 15, het laatste nummer, verscheen op 30 maart 1967.
Provo begon in Amsterdam, maar door de enorme weerklank ontstonden overal in Nederland groepen creatieve jongeren met hun eigen acties en blaadje; De Wekker (bericht aan de ingeslapenen) in Arnhem, Desperado in Rotterdam, Lynx (voor provocerend denken) in Maastricht, Scandal in Groningen en Volte in Utrecht.

## Weerstand, acceptatie en einde

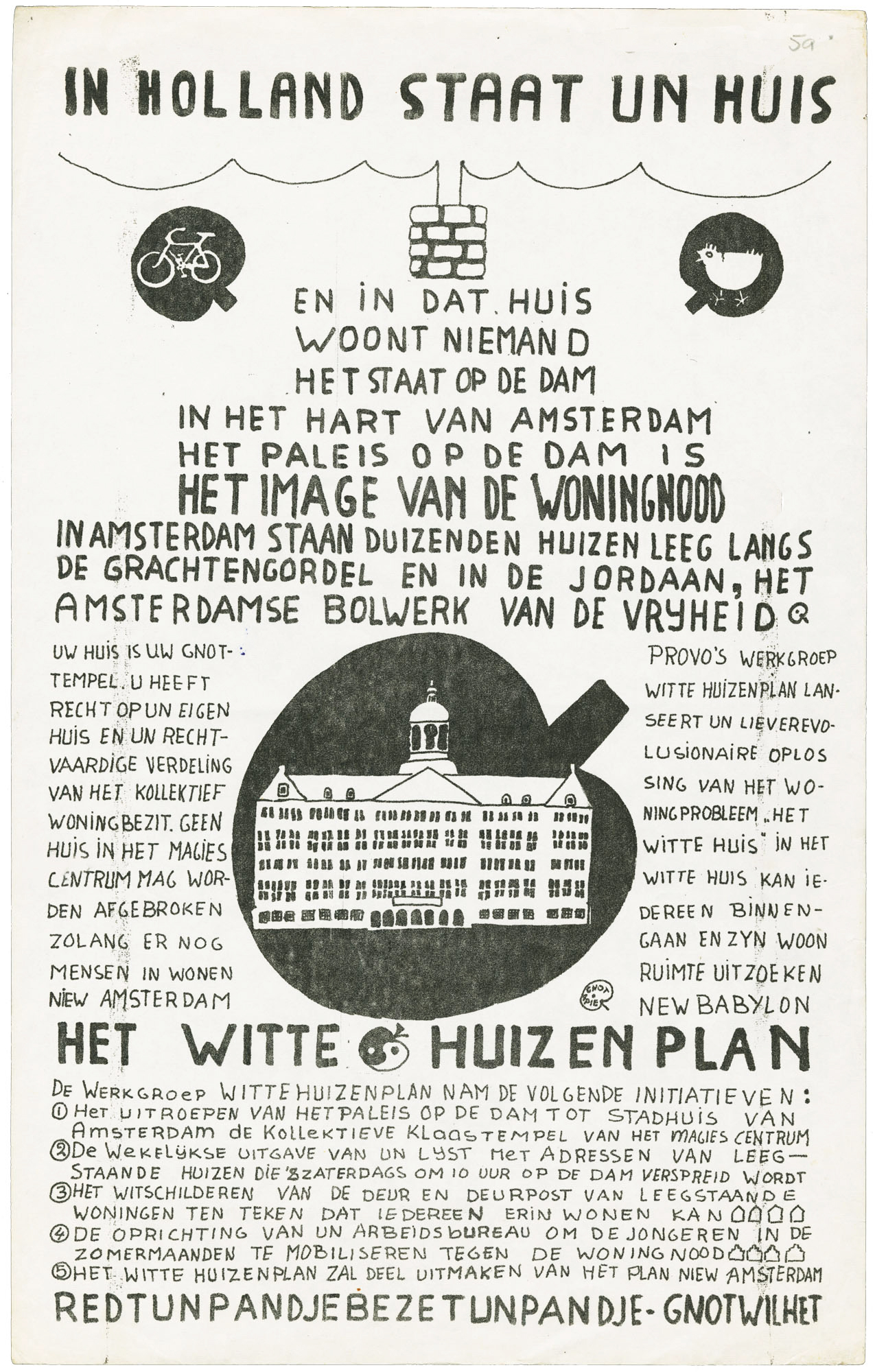
Pamflet van Provo dat oproept tot het kraken van leegstaande woningen

Provo kreeg niet alleen weerklank onder jongeren, maar stuitte ook op sterke maatschappelijke weerstand. Door kranten als De Telegraaf werden provo's aangeduid als langharig werkschuw tuig, onhygiënisch en dierlijk, onaangepast en onmaatschappelijk. Maar ook het sociaaldemocratische Het Vrije Volk pleitte in maart 1966 naar aanleiding van de rellen voor "onvoorwaardelijke vrijheidsstraf van enkele maanden na een bliksemsnelle berechting". Maar de creatieve acties en het steeds opnieuw vinden en blootleggen van zwakke plekken bij bestuur en rechterlijke macht in combinatie met de stroom van oplossingen en nieuwe ideeën bezorgde Provo na enige tijd steeds meer sympathie.

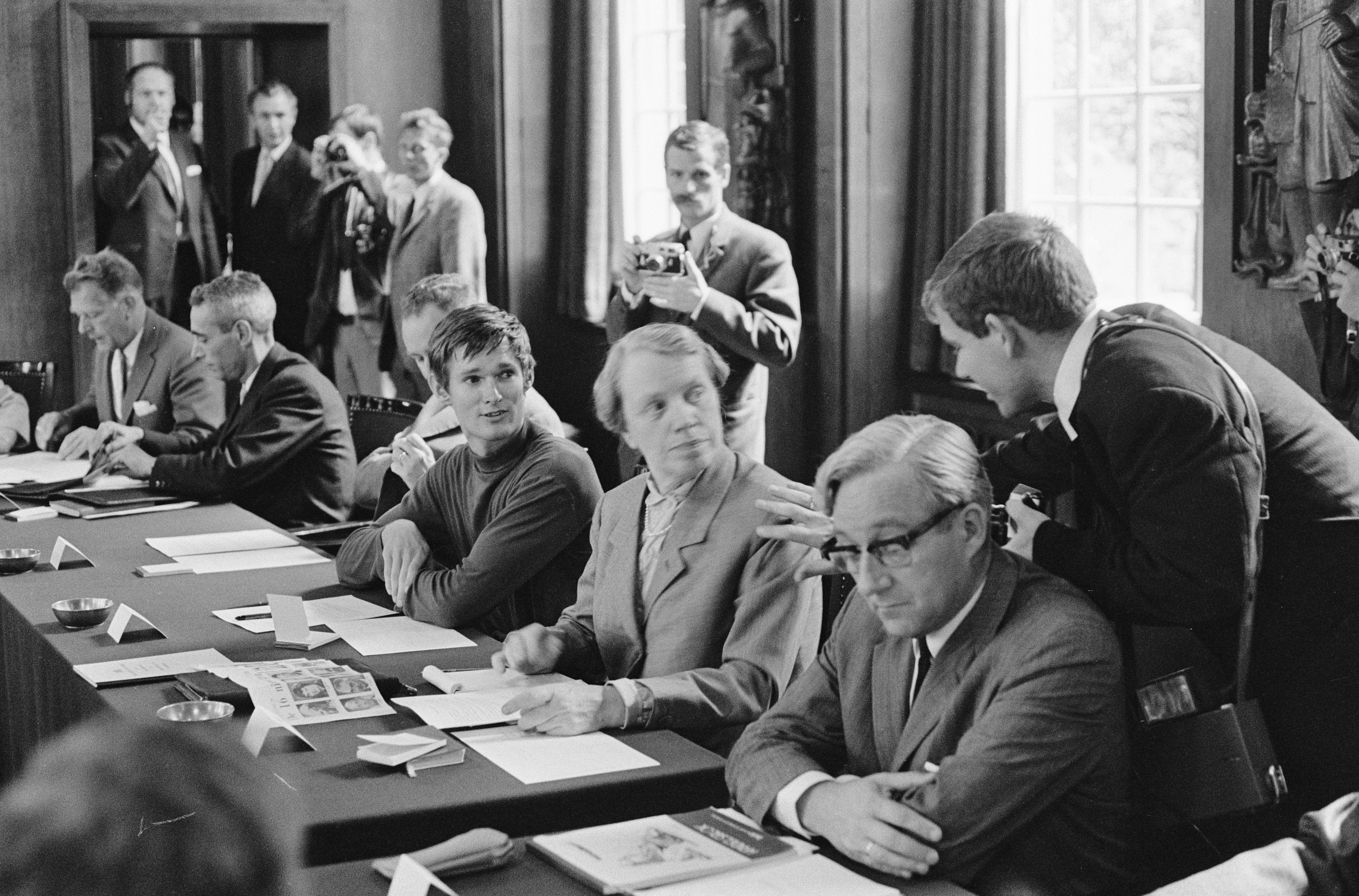
Provo-raadslid Bernhard de Vries (met coltrui)

In juni 1966 behaalde Provo een zetel in de Amsterdamse gemeenteraad. Binnen de beweging vreesden sommigen dat Provo werd ingekapseld. Op 10 maart 1967 (dag van de anarchie) werd een poot van een leeuw van het koloniale Van Heutsz-monument opgeblazen. Hoewel Provo zich niet van de daders distantieerde, was het toch aanleiding voor discussie binnen Provo over de grenzen van actievoeren en de toepassing van geweld daarbij.

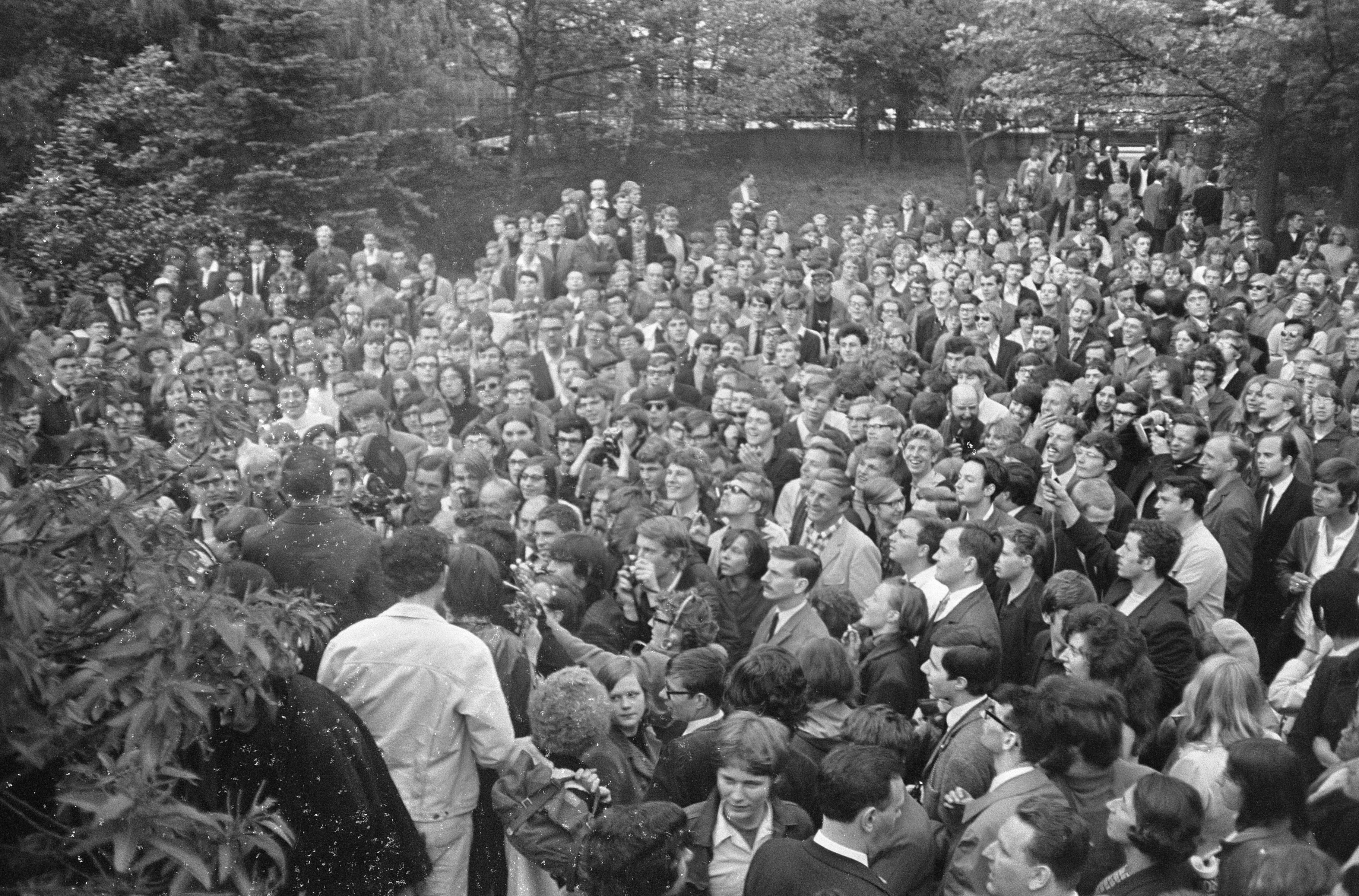
Provotariaat in Vondelpark

Op 13 mei 1967 hief de beweging zich op, op een bijeenkomst in het Amsterdamse Vondelpark. Provo was tegen instituties en wilde zelf geen instituut worden. In zekere zin was het doel bereikt; de autoriteiten waren ontregeld en allerlei mensen waren aan het denken gezet. Grootveld ging een aantal maanden op Sicilië met dieren en planten praten en richtte na zijn terugkomst samen met Roel van Duijn en anderen de Kabouterbeweging op. Deze beweging sloot meer aan bij de opkomst van de hippies.

## Invloed
Met de combinatie van ludieke actie, antiautoritair wereldbeeld en oplossingsgericht denken legden de provo's het fundament voor de bewegingen die in de jaren zeventig tot bloei kwamen op terreinen als democratisering van de universiteiten, milieubeweging, vrouwenemancipatie, stadsvernieuwing 'voor de buurt', en interactief theater. Zij waren een belangrijke motor van de politieke en culturele vernieuwing die in de jaren zestig en zeventig Nederland veranderde.
Ook internationaal hadden zij invloed: onder andere het oproer in Parijs in 1968 ("De verbeelding aan de Macht") was mede op het provo-optreden geïnspireerd.

## Bekende provo's
Een aantal provo's verscheen vaak met foto's of namen in de pers. Tot die bekende provo's behoorden:
- Roel van Duijn (filosoof)
- Robert Jasper Grootveld (antirookmagiër)
- Peter Bronkhorst
- Rob Stolk (drukker, actievoerder)
- Luud Schimmelpennink (uitvinder)
- Koosje Koster
- Hans Tuynman
- Auke Boersma
- Olaf Stoop (uitgever)
- Plopatou (schilder-dichter-fotograaf en oprichter van de Internationale Partij voor Sex en Oproer)